# Parafia św. Ojca Pio w Zamościu
Parafia św. Ojca Pio w Zamościu – rzymskokatolicka parafia w dekanacie Łabiszyn diecezji bydgoskiej. Została utworzona 29 lutego 2004 r.
Na obszarze parafii leżą miejscowości: Bielawy, Murowaniec-Nadkanale, Nadkanale, Podlaski oraz Zamość.